# Roger Toumson

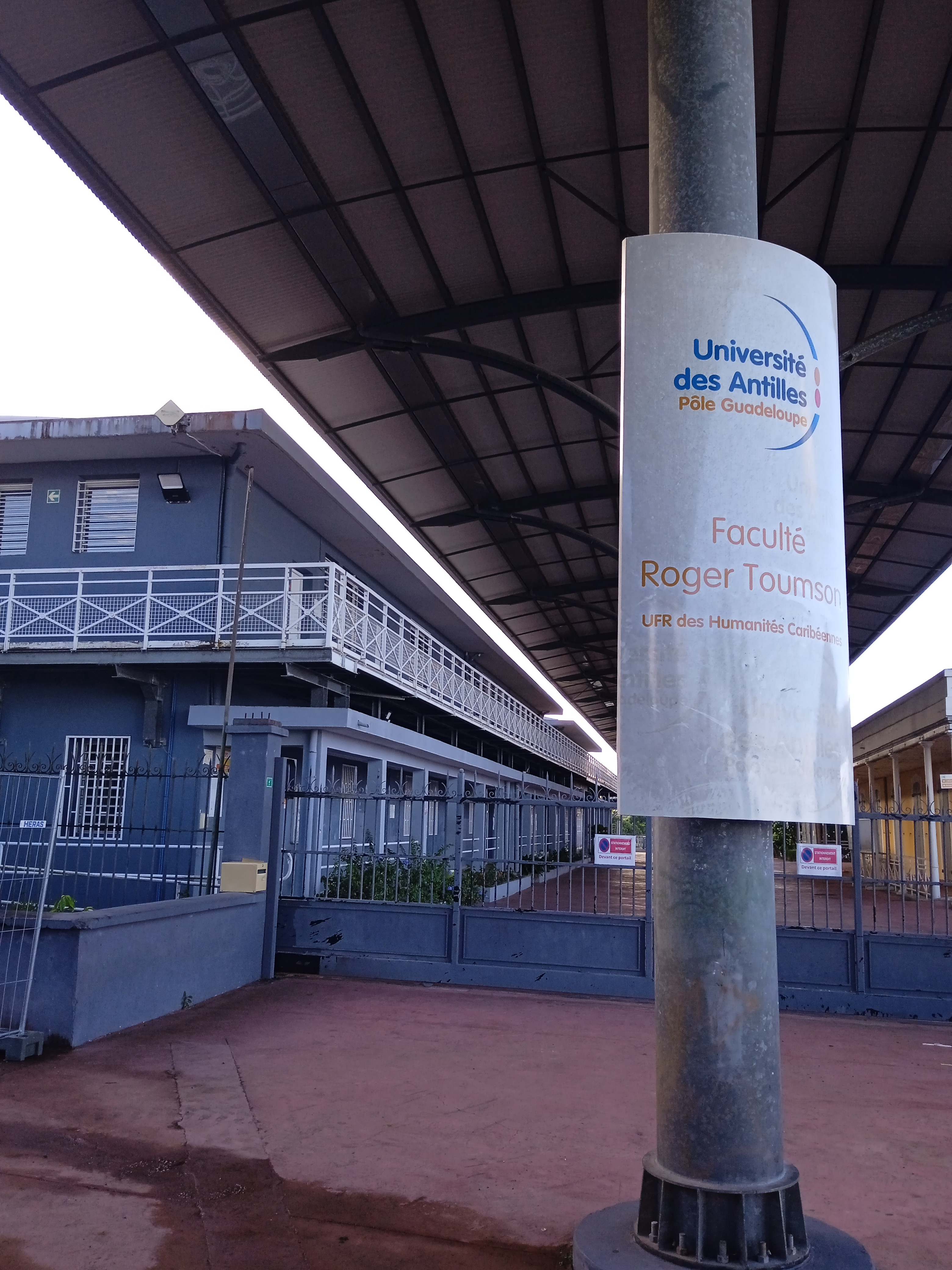
Faculté Roger-Toumson à Saint-Claude (Guadeloupe).

Roger Toumson, né aux Abymes (Guadeloupe) le 1er février 1946, est un théoricien français de la littérature. 
Universitaire, essayiste, poète, formé à Aix-en-Provence et à Bordeaux, il a exercé de 1977 à son départ à la retraite à l’Université des Antilles et de la Guyane, où il dirigeait le département de lettres modernes, devenu en 2020 « faculté Roger-Toumson - UFR des humanités caribéennes ».  
En 1981, il reçoit le Prix Casa de las Américas pour son essai Trois Calibans : Shakespeare, Renan, Césaire.